# Ге Фей
Ге Фей (кит.: 高崚; піньїнь: Gāo Líng; нар. 9 жовтня 1973, міський повіт Наньтун, провінція Цзянсу, КНР) — китайська бадмінтоністка, олімпійська чемпіонка та чемпіонка світу.

## Спортивні досягнення

### Виступи на Олімпійських іграх
Двічі на Олімпійських іграх ставала чемпіонкою в парі з Гу Цзюнь в парному жіночому розряді. На літніх Олімпійських іграх 1996 року в Атланті здобули золоті нагороди, подолавши у фінальному поєдинку південнокорейську пару Кіль Йон'а / Чан Хеок. Через чотири роки повторили успіх у Сіднеї, здобувши перемогу у вирішальному поєдинку над співвітчизниками Хуан Наньян / Ян Вей. На Олімпійських іграх у Сіднеї Ге Фей виступала також у змішаному розряді в парі з Лю Йонгом та посіла дев'яте місце.

### Виступи на чемпіонатах світу
Тричі ставала чемпіонкою світу. На чемпіонаті світу 1997 року в Глазго здобула дві золоті нагороди — у парному жіночому розряді з Гу Цзюнь, подолавши у фіналі співвітчизників Цинь Іюань / Тан Йоншу, та в міксті в парі з Лю Йонгом, здобувши перемогу на данською парою Єнс Еріксен / Марлен Томсен. На чемпіонаті світу 1999 року в Копенгагені стала чемпіонкою у парному жіночому розряді з Гу Цзюнь, подолавши у фіналі південнокорейську пару Чон Чехі / На Кьонмін. На цьому ж чемпіонаті світу стала третьою у міксті в парі з Лю Йонгом, поступившись у півфіналі південнокорейцям Кім Донмун / На Кьонмін. Ще одну бронзову нагороду отримала на чемпіонаті світу 1995 року в Лозанні в змішаному розряді у парі з Лю Йонгом, зазнавши поразки у півфінальному матчі від данської пари Єнс Еріксен / Хелен Кіркегаард.